# Eva Montesinos Mas
Eva Montesinos Mas (Madrid, 26 de maig de 1971) és una política espanyola, militant en el PSPV de la ciutat d'Alacant.
Eva Montesinos ha estudiat psicopedagogia i magisteri a la Universitat d'Alacant i ha desenvolupat treballs en diversos instituts públics de la província d'Alacant.
Va ser elegida regidora d'Alacant les eleccions de 2015, i va desenvolupar el càrrec de portaveu del Grup Municipal Socialista. Després de la dimissió de l'alcalde Gabriel Echávarri Fernández anava a ser triada nova alcaldessa de la ciutat, però l'abstenció de Nerea Belmonte, diputada no adscrita expulsada del grup de Podem, i un trànsfuga de Ciutadans va causar que l'alcaldia passés a mans del popular Luis José Barcala Sierra en no arribar la candidata a obtenir més vots positius que negatius, i tractar-se el grup del Partit Popular la llista més votada en les eleccions de 2015. Posteriorment es va voler presentar per a liderar la candidatura a les eleccions de 2019, però va perdre amb el candidat Paco Sanguino amb un 45% dels vots.